# Dodecanal
Dodecanal (auch Laurinaldehyd oder Dodecylaldehyd genannt) ist ein Aldehyd. 

## Vorkommen

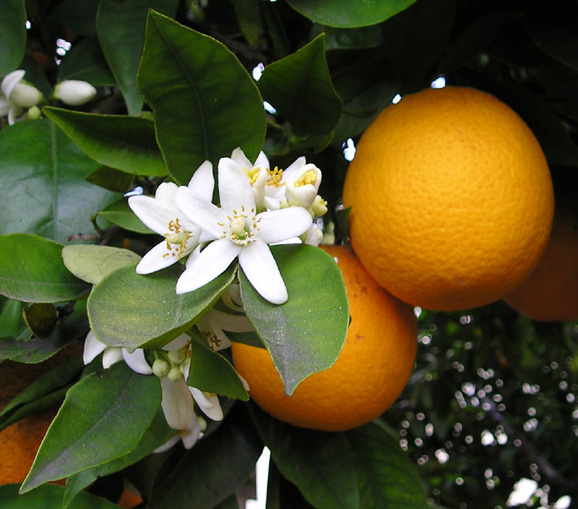
Orangen enthalten natürlicherweise Dodecanal

Dodecanal ist ein natürlicher Bestandteil der Früchte bzw. ätherischen Öle verschiedener Zitrusfrüchte, wie Pomeranzen, Limetten, Citrus aurantium, Citrus limon, Grapefruit, Mandarinen und Orangen. Es kommt in Rauten, Okinawa-Pinienöl (Pinus luchuensis), Echtem Sellerie, Koriander, Garten-Senfrauke, Houttuynia cordata, Satureja odora und Satureja parvifolia vor. 

## Darstellung und Verwendung
Die Darstellung erfolgt durch Dehydrierung des Laurylalkohols an einem Kupferkatalysator. 
Es wird u. a. als Duftstoff eingesetzt, bekannt ist der Einsatz als „Aldehydakkord“ (Decanal, Undecanal, Dodecanal 1:1.1) im Parfüm Chanel Nº 5.der diesem den spezifischen Geruch gibt.